# Direktsaat

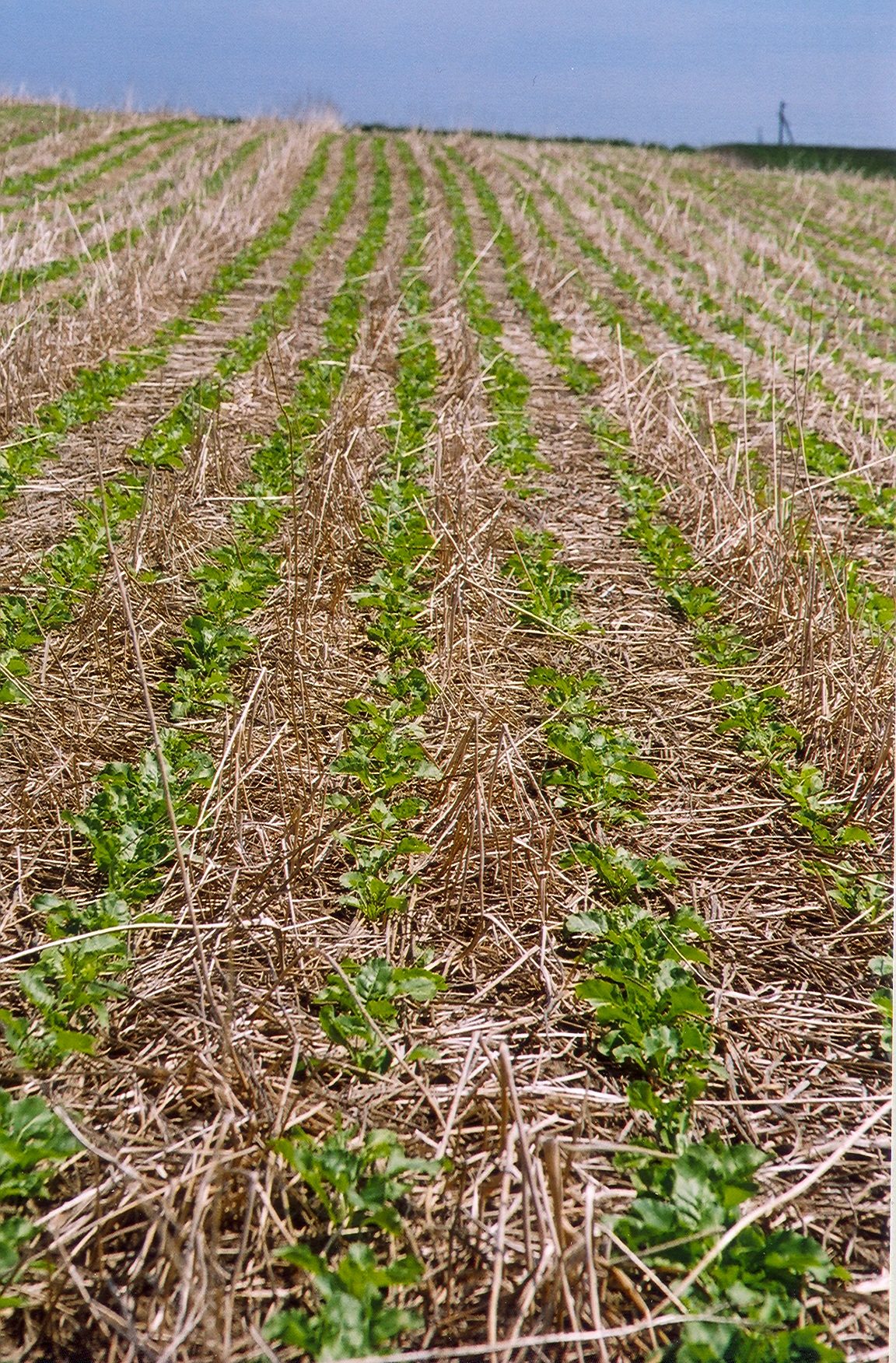
Mittels Direktsaat gesäte Zuckerrüben

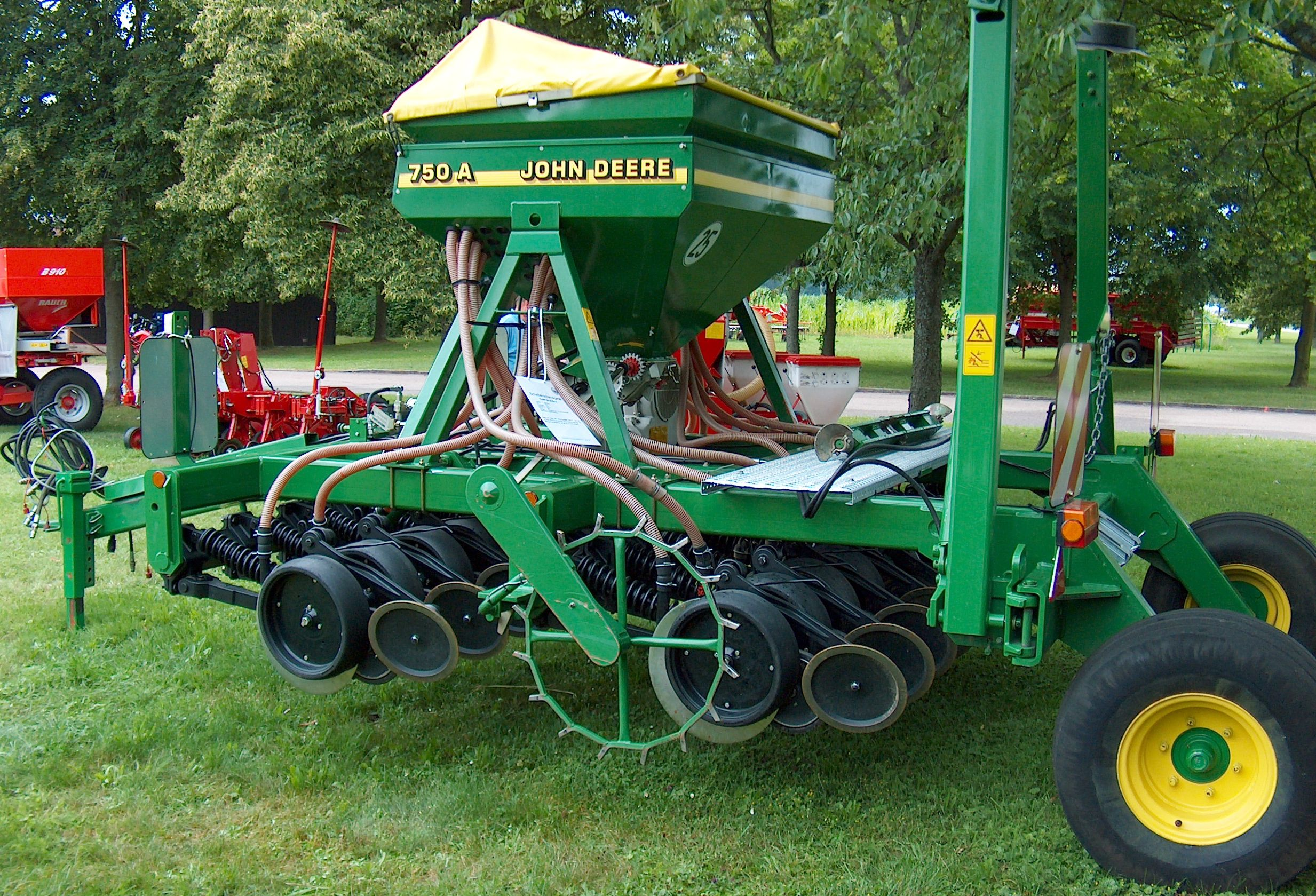
Zur Direktsaat geeignete Universalsämaschine mit Scheibenscharen

Direktsaat ist eine Ackerbaumethode ohne Bodenbearbeitung vor der Saat, die auf ca. 124 Millionen Hektar weltweit eingesetzt wird. Die Saat erfolgt ohne Pflügen und Eggen direkt nach erfolgter Ernte bzw. in das unbearbeitete Brachland. Die Biomasse der Vorkultur verbleibt als Mulch auf der Oberfläche des Ackers. Spezielle Vorrichtungen an der Sämaschine wie Meißel-, Schneidscheiben- oder Kreuzschlitzschare öffnen lediglich schmale Schlitze in die Bodenoberfläche. Diese Schlitze werden nach Saatgutablage mit Boden abgedeckt. Der Boden erfährt nur in den eigentlichen Saatreihen einen mechanischen Eingriff, es erfolgt aber keine Bearbeitung der gesamten Ackerfläche, unter anderem, um das Auflaufen von Unkraut zu verhindern. Die Unkrautregulierung erfolgt hauptsächlich durch Fruchtfolgemaßnahmen, gezielten Einsatz von Gründüngung und den Einsatz von Herbiziden.
Von modifizierter Direktsaat spricht man dann, wenn im Zusammenhang mit der Direktsaat zusätzliche Arbeiten vorgenommen werden. Dies kann sowohl der Einsatz von Mulchgeräten, Scheibeneggen als auch der Anbau von Reihenfräsen vor dem Säschar sein. Ziele dieser pfluglosen Saatbettbereitung sind: störungsfreie Saat, gleichmäßigere Ablagetiefe und Bodenbedeckung des Saatgutes sowie schnellere Bodenerwärmung, mit gleichmäßigerem Feldaufgang speziell bei Mais- und Zuckerrübensaat.
Die genaue Abgrenzung der Saatverfahrenbegriffe Direktsaat und Mulchsaat ist umstritten und wird regional sehr unterschiedlich gehandhabt. Während einerseits vorgeschlagen wird, den Umfang der Bodenbearbeitung beim Sävorgang als Begriffsabgrenzung zu benutzen (Direktsaat < 50 % Bodenbewegung – Mulchsaat > 50 % Bodenbewegung), wird andererseits in einigen Regionen des deutschsprachigen Raums selbst eine Saat ohne Bodenbearbeitung als Mulchsaat bezeichnet.

## Verfahren

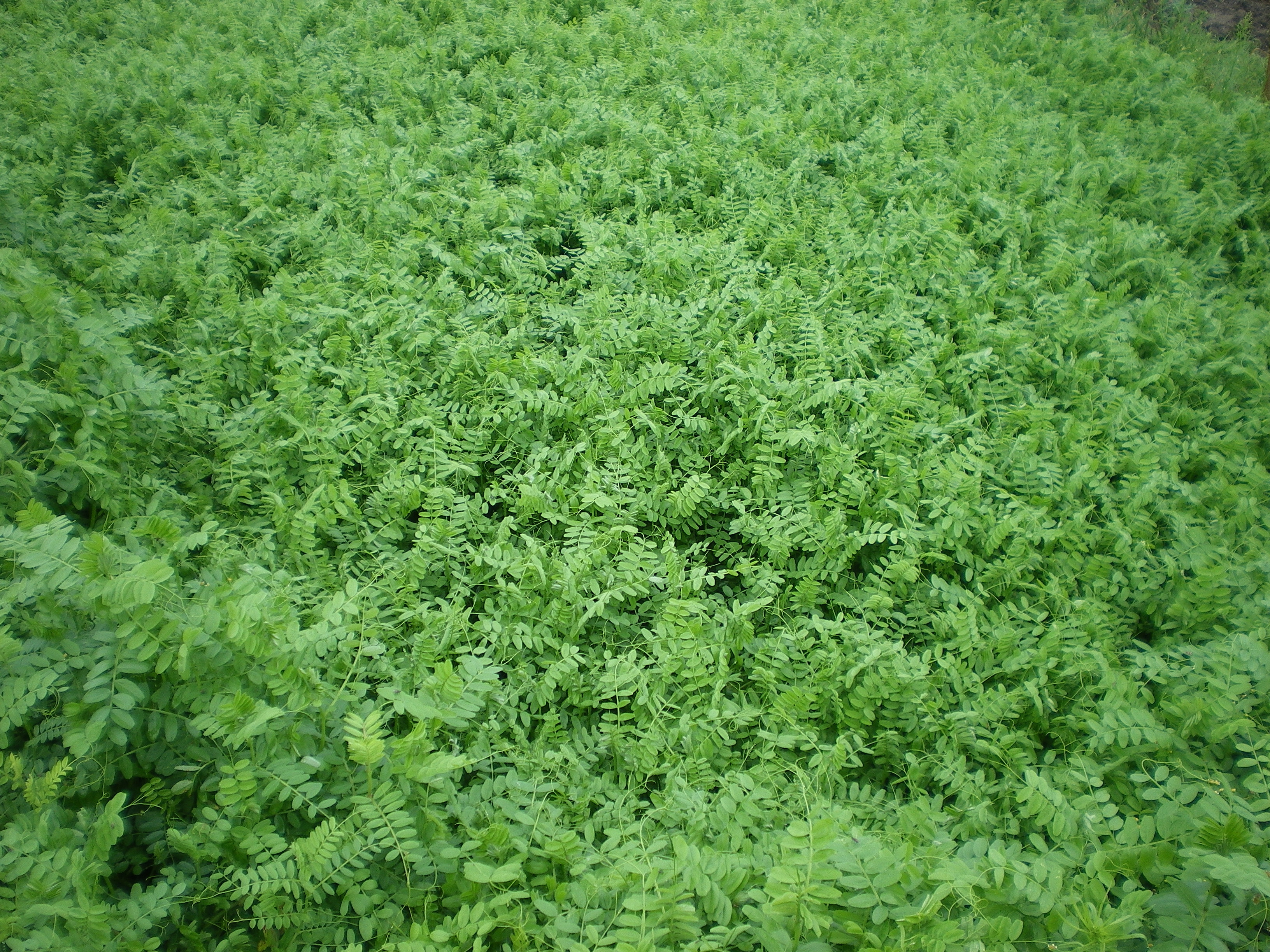
Wicken als Gründüngung. Durch die dichte Bodenbedeckung werden zugleich Unkräuter unterdrückt

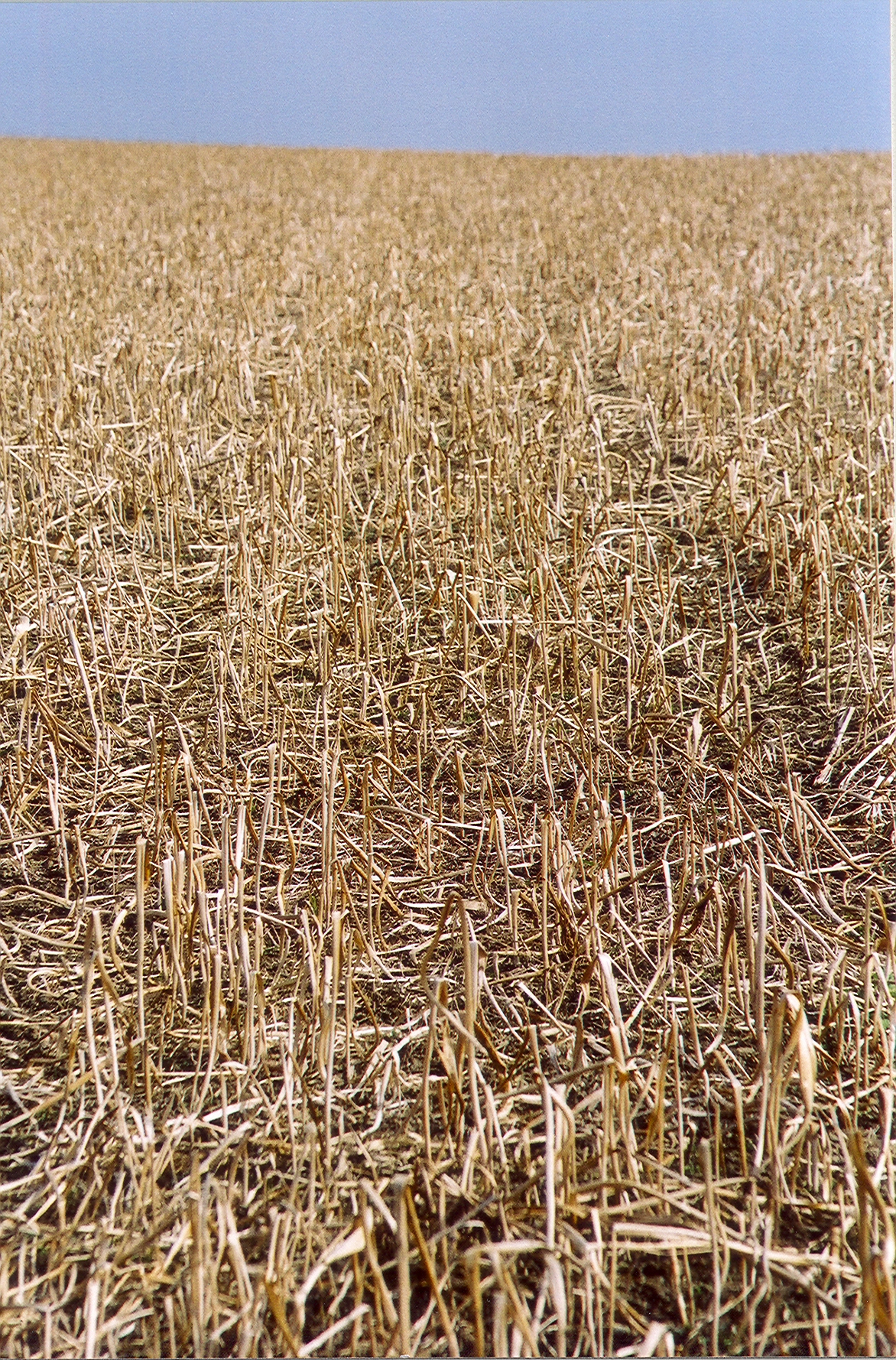
Abgefrorener und zusammengebrochener Gelbsenfbestand als Grundlage für Mulch- oder Direktsaat

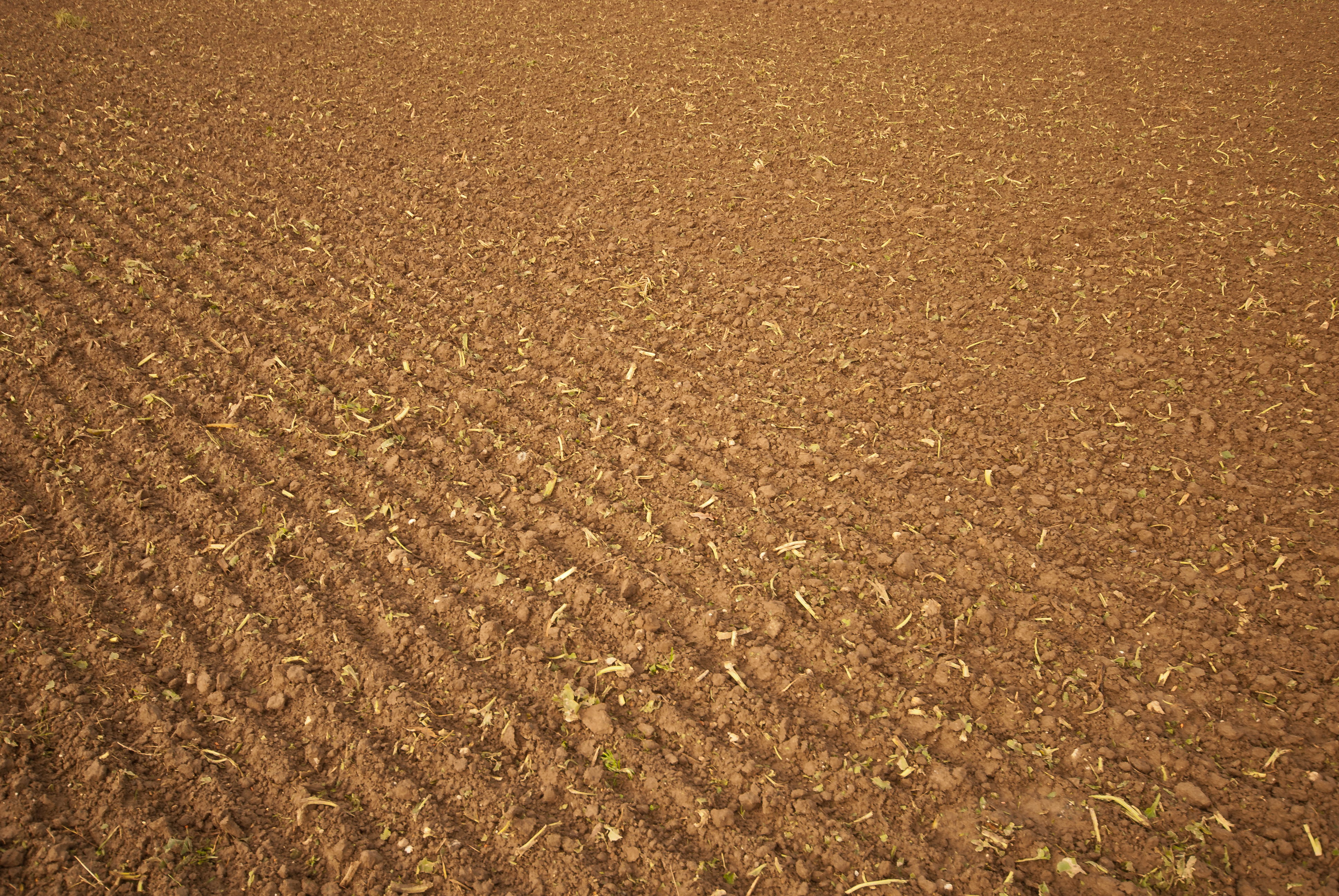
Abgeerntetes Zuckerrübenfeld, in das in modifizierter Direktsaat Winterweizen eingesät wurde

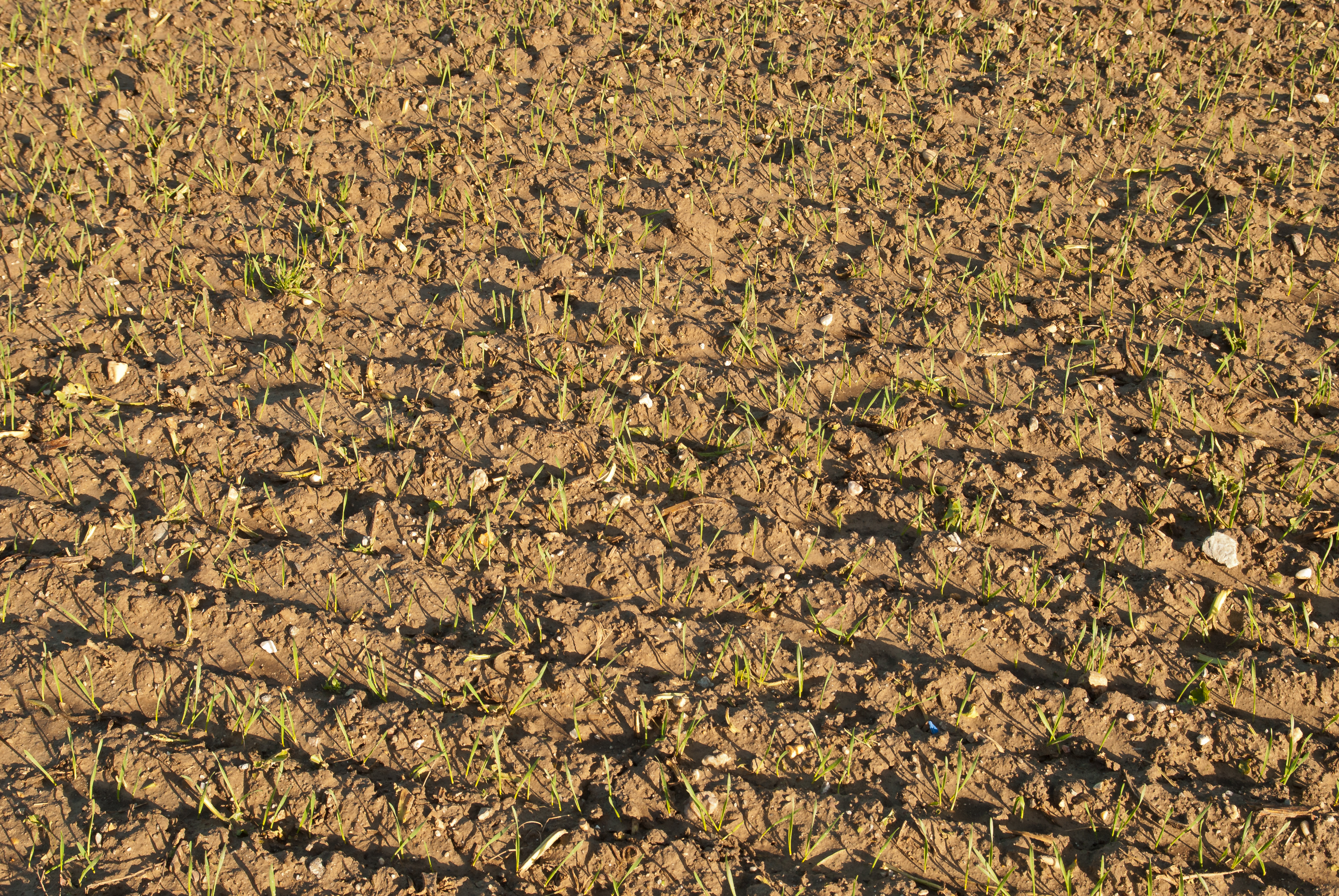
Dasselbe Feld wie im vorigen Bild nach Auflaufen des Winterweizens, knapp einen Monat später

Bei der Direktsaat wird völlig, bei der modifizierten Direktsaat weitgehend auf eine Bodenbearbeitung vor der Aussaat verzichtet. Lediglich der Sävorgang selbst stellt bei der Direktsaat einen Eingriff in den Boden dar. Ausgesät werden können im Direktsaatverfahren nicht nur Hauptfrüchte, sondern auch diverse Zwischenfrüchte, die positive Effekte auf die nachfolgende Hauptfrucht haben. Die Zwischenfrüchte bzw. die Reste der Hauptfrüchte nach der Ernte werden entweder chemisch oder mechanisch abgetötet bzw. sind durch Abfrieren im Winter (vgl. Gründüngung) zusammengebrochen, um die für dieses Verfahren typische Mulchschicht zu erhalten. Abhängig von der Kombination von Hauptfrucht und Zwischenfrucht kommt es in einigen Fällen sogar in Betracht, die Hauptfrucht direkt in die Zwischenfrucht hinein zu säen.
In der landwirtschaftlichen Praxis wird (anders als bei vielen Versuchen in der Forschung) die Direktsaat nicht als schlichtes Säverfahren, sondern als Gesamtsystem verstanden und umgesetzt. Dies vor allem aus dem Grund, dass die Direktsaat ihre Vorteile nur als ganzheitlicher Systemansatz voll ausspielen kann. Die mindestens dafür einzuhaltenden Grundsätze entsprechen den Kriterien der konservierenden Landwirtschaft gemäß Definition der FAO:
1. Minimale mechanische Bodenbewegung (im Sinne der FAO sind maximal 25 % bearbeiteter Bodenhorizont zulässig)
2. permanente organische Bodenbedeckung (Mulchschicht aus Ernteresten, Zwischenfrüchte)
3. Artenvielfalt (Fruchtfolge, Pflanzengemeinschaften, reichhaltige Zwischenfruchtmischungen)

## Kritik

### Pro
Da bei den unterschiedlichen Direktsaatverfahren weitgehend oder ganz von einer Bodenbearbeitung abgesehen wird, sinken die Maschinen-, Betriebsstoff- und Lohnkosten für die Feldbestellung. Ebenfalls bewirkt der Verzicht auf Bodenbearbeitung eine Verbesserung der Gefügestabilität und fördert besonders die Population epigäischer Regenwürmer. Charakteristisch für das Direktsaatsystem ist die Mulchschicht, die den Boden im günstigsten Fall das ganze Jahr bedeckt. Diese Mulchschicht bremst aufprallende Regentropfen und verringert so die Bodenerosion. Außerdem unterdrückt sie zusammen mit den Zwischenfrüchten das Wachstum von Ackerunkräutern. Durch die dauerhafte Bedeckung wird überdies der Wasserverlust durch Verdunstung gesenkt. Die dadurch verbesserte Verfügbarkeit von Wasser für das Pflanzenwachstum führt nach einer Umstellungsphase zu deutlich stabileren, mitunter sogar höheren, Erträgen.
Weil nur die Hauptfrucht durch die Ernte abgetragen wird und die Ernterückstände und die Zwischenfrüchte auf dem Acker verbleiben, sammelt sich mit der Zeit eine große Menge an organischem Kohlenstoff in Form von Humus an, der die Bodenstabilität und -fruchtbarkeit positiv beeinflusst.
Da keine Eingriffe in den Lebensraum mehr erfolgen und die schützende Mulchschicht im Sommer zu deutlich geringeren Bodentemperaturen führt als auf bearbeiteten Feldern, profitiert das Bodenleben (z. B. Insekten, Bodenbrüter, Pilze) und die Artenvielfalt.
Das natürlich gewachsene Bodengefüge aus Mikro- und Makroporen mit biologischen Oberflächen filtert zudem das versickernde Niederschlagswasser aktiv, womit weniger Tonteilchen und Nährstoffe (besonders Nitrate) ausgewaschen werden und ins Grundwasser gelangen. Aufgrund dieser geringeren Auswaschungsverluste geht auch der Bedarf an synthetischen Düngemitteln zurück.
Bei passenden Fruchtfolgen erlangt das weitgehend ungestörte Bodenleben ein neues Gleichgewicht mit deutlich mehr Nützlingen als Schädlingen, wodurch je nach lokalen Bedingungen auf viele Insektizide oder Fungizide verzichtet werden kann.

### Kontra
Ein großer Nachteil der Direktsaat als Anbausystem ist, dass das System sich erst nach einer gewissen Zeit auszahlt. Der Anteil von organischem Kohlenstoff nimmt zum Beispiel kurz nach der Umstellung zunächst ab, um erst zu einem späteren Zeitpunkt wieder anzusteigen. Während dieser Zeit sinkt der Ertrag im Vergleich zu Feldern mit konventioneller Bodenbearbeitung deutlich. Ferner ist bei der Direktsaat eine hohe Anfälligkeit für Schädlingsbefall festzustellen. Vor allem Schnecken haben einen großen negativen Einfluss auf das Anbausystem und können den Landwirt zu einem kompletten Umbruch der Fläche zwingen, wodurch die bis dahin akkumulierte organische Substanz mineralisiert wird und der Kohlenstoff in Form von CO2 aus dem System entweicht. Daher muss genau auf die Eigenschaften der Zwischenfrucht und ihre Folgen geachtet werden. Idealerweise sollte ein Mix aus Zwischenfrüchten einer Monokultur vorgezogen werden.
Generell ist eine weite Fruchtfolge (permanenter Wechsel von Blattfrucht-Halmfrucht bzw. Sommerung-Winterung), und der intensive Anbau von reichhaltigen Zwischenfruchtmischungen essentiell.
Aufgrund des erhöhten Anteils von Zwischenfrüchten in der Fruchtfolge ist die Bewirtschaftung aus landwirtschaftsfachlicher Sicht komplexer. Da die bewirtschafteten Flächen auch weiterhin zur Aussaat oder zum mechanischen Mulchen mit Maschinen befahren werden müssen, aber keine Bodenbearbeitung erfolgt, wird sich mit der Zeit eine erhöhte Bodenverdichtung einstellen, wenn nicht auf Maschinengewicht und Witterung geachtet wird. Daher setzen insbesondere größere Betriebe mit schweren Maschinen zunehmend auf Controlled Traffic Farming mit permanenten Fahrgassen für sämtliche Feldbearbeitungen.
Ein weiterer Nachteil ist, dass insbesondere in der Umstellungsphase Totalherbizide als ein wichtiges Werkzeug gelten, für die nach wie vor kaum adäquate Alternativen existieren. Ein drohendes Verbot von Glyphosat würde die Direktsaat und die Förderung ihrer Verbreitung in Europa daher deutlich erschweren.
Mittlerweile stellen mechanische Methoden, Zwischenfrüchte zu terminieren, eine Alternative zum noch immer weit verbreiteten Herbizideinsatz dar. Als Beispiel sei der sogenannte „Roller-Crimper“ genannt, der einen dichten Mulch aus der Zwischenfrucht erzeugt, in den dann gepflanzt wird. Um ein Aussamen der Zwischenfrucht zu vermeiden, muss der Einsatz allerdings in einem eng begrenzten Zeitfenster erfolgen, das in einigen Klimazonen oder bei Zwischenfruchtmischungen mit mehreren Komponenten mitunter auch gar nicht erreicht werden kann.

### Kontroverse
Es wird kontrovers diskutiert, wie sich die Direktsaat als Anbausystem auf die Umweltbelastung durch Herbizideinsatz auswirkt. Für eine höhere Belastung würde sprechen, dass durch die Abtötung der Zwischenfrüchte die Aufwandsmenge steigt. Ebenso entstehen durch die fehlende Bodenbearbeitung bevorzugte Fließwege, in denen Herbizide schneller ins Grundwasser gelangen können als bei konventioneller Bodenbearbeitung. Herbizide sind außerdem in der Lage, den Mineralisationsprozess, der der entscheidende Vorteil des Systems ist, zu verlangsamen.
Für eine geringere Umweltbelastung würde sprechen, dass durch die Mulchbedeckung ein geringerer Oberflächenabfluss stattfindet und so Herbizide in geringerer Menge ausgespült werden. Außerdem wird durch die große Vielzahl von Mikroporen eine größere Menge im Boden zurückgehalten. Auch das Klima beeinflusst den Grad der Umweltbelastung. So bewirkt ein hoher Anteil von Starkregen ein schnelles Lösen und Auswaschen der Herbizide. Ein leichter Regen vor einem Starkregenereignis löst die Herbizide erst, wodurch sie dann auf physikalischem Wege in den wesentlich stabileren Aggregaten gebunden werden können.
Ein Hauptgrund für die teils gegensätzlichen Beobachtungen in Forschung und Praxis ist das Fehlen einer einheitlichen Definition der Direktsaat, insbesondere im deutschen Sprachraum. Bei konsequenter Praktizierung als Gesamtsystem wird in der Praxis generell ein deutlich zurückgehender Aufwand an Pflanzenschutzmitteln beobachtet.

## Besonderheit in den Tropen
Durch die Mulchbedeckung entsteht eine höhere Albedo, die die Bodentemperatur im Vergleich zur konventionellen Bodenbearbeitung um 8–16 °C senkt. So entsteht eine wesentlich bessere Feuchtekonservierung, die sich in trockenheißem Klima positiv auf die Erträge auswirkt. Sollte aber aus irgendeinem Grund die Mulchschicht dünner sein als sonst oder gar nicht mehr vorhanden sein, so steigt der Feuchtigkeitsverlust durch Verdunstung stark an.

## Erfahrungen und Praxis in Nordamerika
Direktsaat ist in Nordamerika die zunehmend übliche Form der Landbewirtschaftung. Im Jahr 2001 wurden bodenschonende Anbaumethoden, einschließlich der Direktsaat, auf 60 Prozent der Ackerfläche Kanadas praktiziert. Im Jahr 2004 kam die Direktsaat auf 23 Prozent der Ackerfläche der Vereinigten Staaten zur Anwendung. Der Geomorphologe David R. Montgomery geht davon aus, dass bis 2018 dies die übliche Anbaumethode auf mehr als 50 Prozent des nordamerikanischen Ackerlands sein wird. Verschiedene Untersuchungen in den USA belegen, dass der völlige Verzicht auf das Pflügen einen teils drastischen Rückgang der Bodenerosion zur Folge hat. Beispielsweise ging die Bodenerosion auf Maisfeldern im US-Bundesstaat Indiana um 75 Prozent zurück, auf Tabakanbauflächen in Tennessee sogar um 90 Prozent. Der Betrag der Reduktion der Bodenerosion ist allerdings abhängig vom jeweiligen Boden und der angebauten Frucht.
Die Umstellung auf Direktsaat in den Vereinigten Staaten erfolgte aber weniger aufgrund einer Einsicht der Farmer hinsichtlich der Notwendigkeit von Bodenschutzmaßnahmen als vielmehr aufgrund ökonomischer Überlegungen. So zwangen die 1985 und 1990 verabschiedeten „Food Security Acts“ die Landwirte, die von Erosion besonders gefährdete Böden bewirtschafteten, zu entsprechenden Gegenmaßnahmen, da ihnen andernfalls Fördergelder und Subventionen des US-Landwirtschaftsministeriums (USDA) gestrichen worden wären.
Mittlerweile wird die Direktsaat auch zunehmend auf weniger durch Erosion betroffenen Flächen praktiziert, weil sie sich als sehr zeit- und kosteneffiziente Methode erwiesen hat. Der Verzicht auf das Pflügen reduziert sofort den Treibstoffverbrauch eines Landwirts um bis zu 50 %, was die anfangs reduzierten Ertragsmengen kompensiert. Die Methode bedeutet anfangs häufig einen erhöhten Pestizideinsatz, der jedoch wieder zurückgeht, wenn sich die Bodenorganismen wieder erholt haben.